# Гришково (Харьковская область)
Гришково (укр. Гришкове), село, 
Резуненковский сельский совет,
Коломакский район,
Харьковская область.
Код КОАТУУ — 6323280604. Население по переписи 2001 года составляет 72 (34/38 м/ж) человека.

## Географическое положение
Село Гришково находится на правом берегу реки Коломак, выше по течению примыкает село Вдовичино, ниже по течению на расстоянии в 3 км расположено село Нижнии Ровни (Полтавская область), на противоположном берегу расположены сёла Резуненково и Крамаровка.
Через село протекает пересыхающий ручей с запрудой.
К селу примыкает большой лесной массив (дуб).

## История
- 1800 — дата основания.

## Экономика
- Молочно-товарная ферма.
- Глиняный карьер.